# Dasymys robertsii
Dasymys robertsii és una espècie de mamífer rosegador de la família dels múrids. Viu a Sud-àfrica, l'est de Botswana i parts de Zimbabwe. Té una llargada de cap a gropa de 157 mm, una cua de 135 mm, les potes posteriors de 35 mm, les orelles de 21 mm i un pes de 102 g. L'espècie fou anomenada en honor de A. Roberts, el primer a suggerir que les poblacions que avui en dia es coneixen com a D. robertsii no pertanyien a l'espècie D. incomtus.